# Chalcides

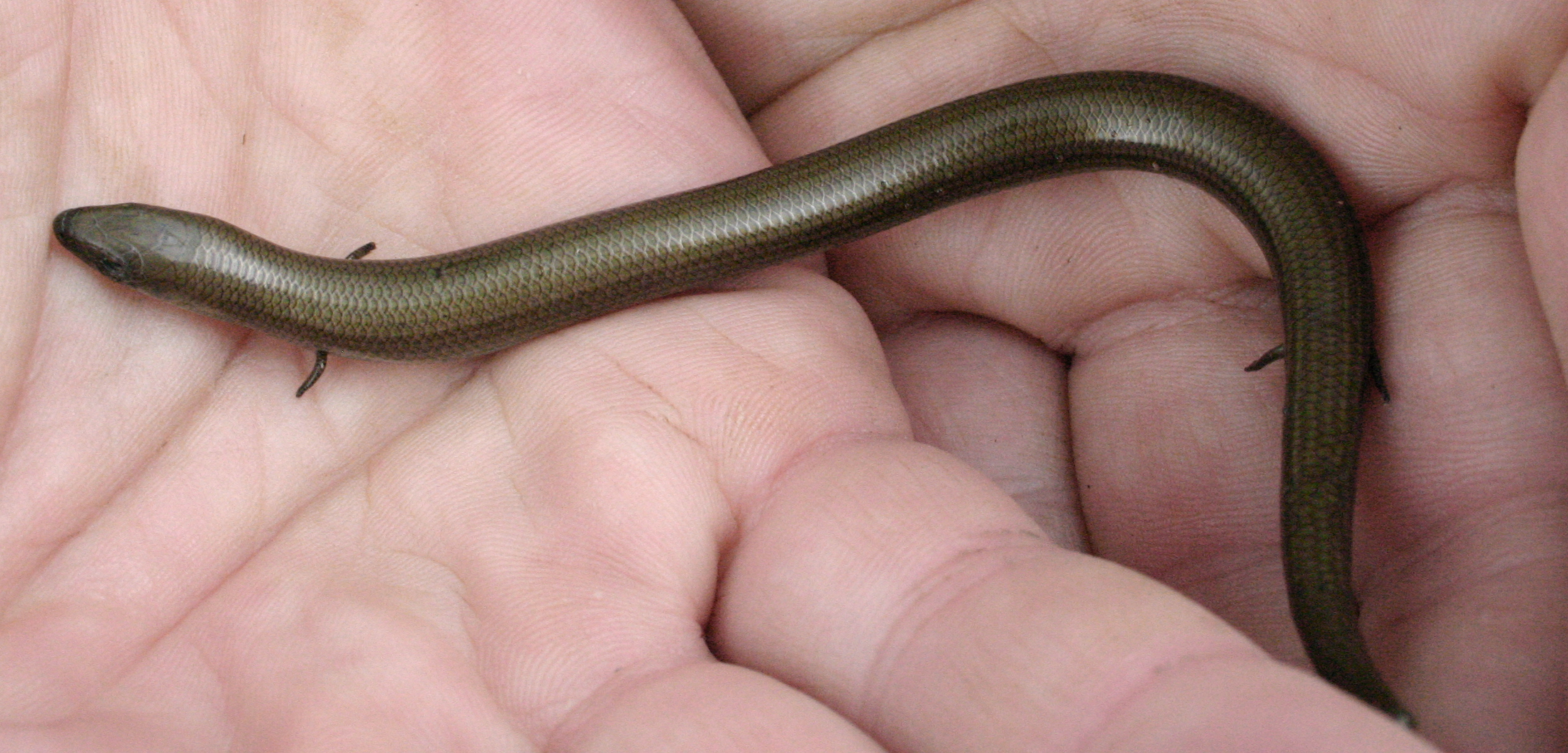
Közönséges ércesgyík (Chalcides chalcides)

A Chalcides  a hüllők (Reptilia) osztályába a  pikkelyes hüllők (Squamata) rendjébe a gyíkok (Sauria)  alrendjébe és a  vakondgyíkfélék (Scincidae) családjába  tartozó nem.

## Rendszerezés
A nembe az alábbi 25 faj tartozik:
- Chalcides armitagei
- Spanyol ércesgyík (Chalcides bedriagai)
- Közönséges ércesgyík (Chalcides chalcides)
- Chalcides colosii
- Chalcides ebneri
- Chalcides guentheri
- Chalcides lanzai
- Chalcides levitoni
- Chalcides manueli
- Chalcides mauritanicus
- Chalcides minutus
- Chalcides mionecton
- Chalcides montanus
- Foltos ércesgyík (Chalcides ocellatus) vagy (Gongylus occelatus)
- Chalcides parallelus
- Chalcides pentadactylus
- Chalcides polylepis
- Chalcides pseudostriatus
- Chalcides pulchellus
- Chalcides ragazzii
- Chalcides sexlineatus
- Fuerteventurai ércesgyík (Chalcides simonyi)
- Chalcides striatus
- Chalcides thierryi
- Chalcides viridanus